# Stanislav Markelov
Stanislav Markelov (Станислав Юрьевич Маркелов) (20. svibnja 1974. – Moskva, 19. siječnja, 2009.) ruski odvjetnik za ljudska prava i novinar na temu događaja u Čečeniji.

## Karijera
Markelov je zastupao mnoge žrtve državnog terora, preživjele nakon upada u kazalište Dubrovka. Branio je aktiviste sindikata, ekologe, članove bjeloruske oporbe. Na sudu je predstavljao Anu Politkovsku i postigao zatvaranje policajca Sergeja Lapina i pukovnika Jurija Budanova.

## Prijetnje i ubojstvo
Dana 16. travnja 2004. Markelov je pretučen na postaji podzemne željeznice dok je zastupao Politkovsku, a kad je došao k svijesti, svi dokumenti u vezi sa slučajem nestali su. Dana 19. siječnja 2009. Markelova je iz neposredne blizine ustrijelio maskirani napadač metkom u potiljak. Služio se prigušivačem. Ubojica je čekao ispred zgrade u kojoj je Markelov držao tiskovnu konferenciju te mu je nakon što je konferencija održana prišao s leđa i ubio ga. S njim je u društvu bila novinarka Nove Gazete Anastasija Baburova koja je krenula za atentatorom nastojeći ga spriječiti u bijegu pri čemu je i sama izgubila život. Također je smaknuta metkom u glavu. Ubojica je zatim pobjegao u podzemnu željeznicu. Ubojstvo odvjetnika Markelova povezano je s prijevremenim puštanjem bivšeg pukovnika Jurija Budanova na slobodu. Budanov je jedinstveni slučaj jer jedini dosad osuđen za zločine počinjene u Čečeniji, konkretno ubojstvo djevojke Elze Kungajeve, ali je pušten ranije zbog čega je Markelov, odvjetnik obitelji ubijene djevojke, najavio tužbu. Zaprijećeno mu je smrću ako ne odustane od tužbe.

## Reakcije i izjave
Kad bi kome zatrebao hrabri novinar, zvali smo Politkovsku. Kad bi kome zatrebao hrabri odvjetnik, zvali smo Markelova.
(aktivist za ljudska prava Lev Ponomarjov)

Stanislav Markelov je još jedna žrtva u nizu — vjerojatno ubijen zbog profesionalnog i smionog rada na obrani ljudskih prava," Nicola Duckworth, voditelj regionalnog programa za Amnesty International